# Nyklassicism

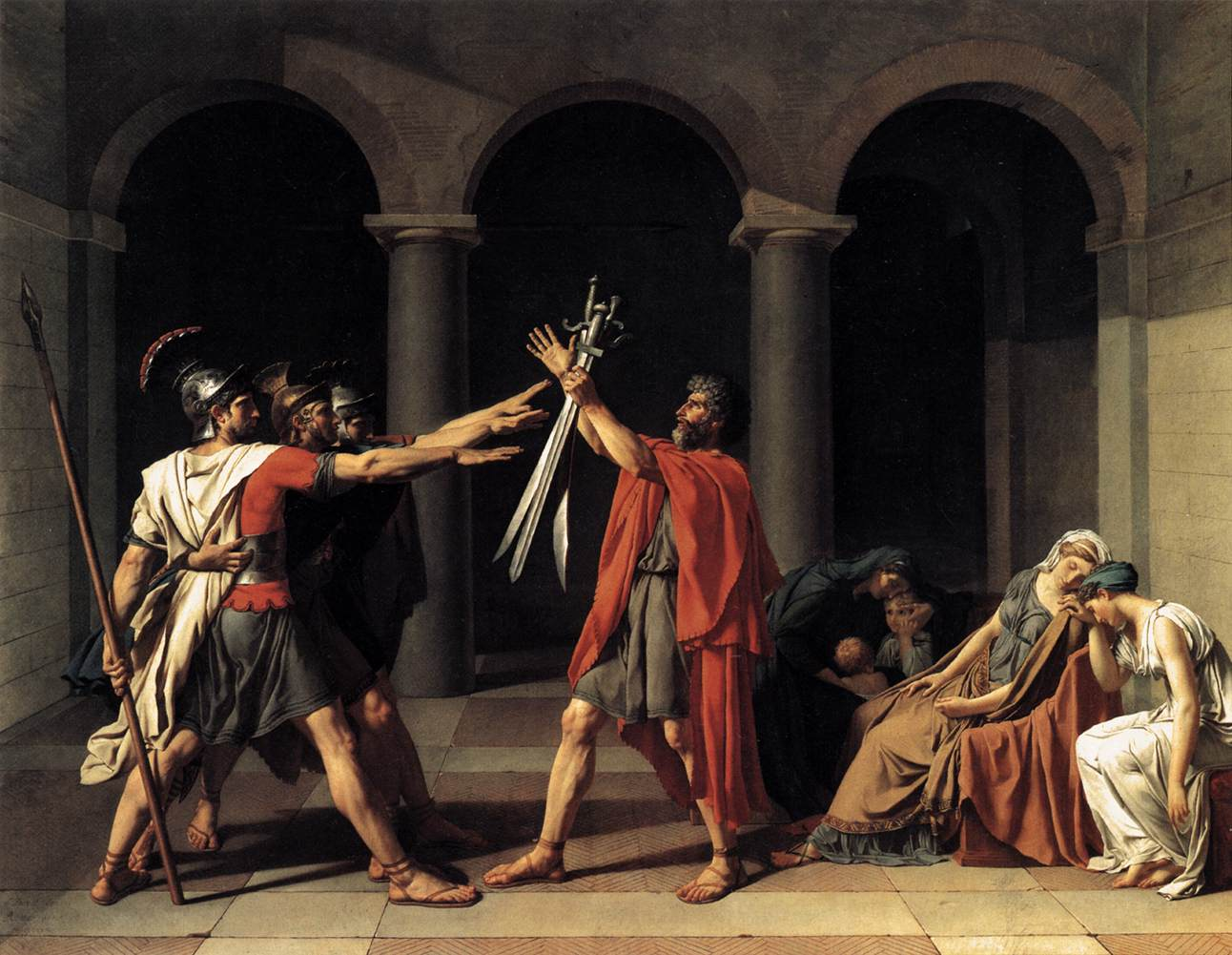
Jacques-Louis David – Horatiernas ed (1774). Louvren, Paris.

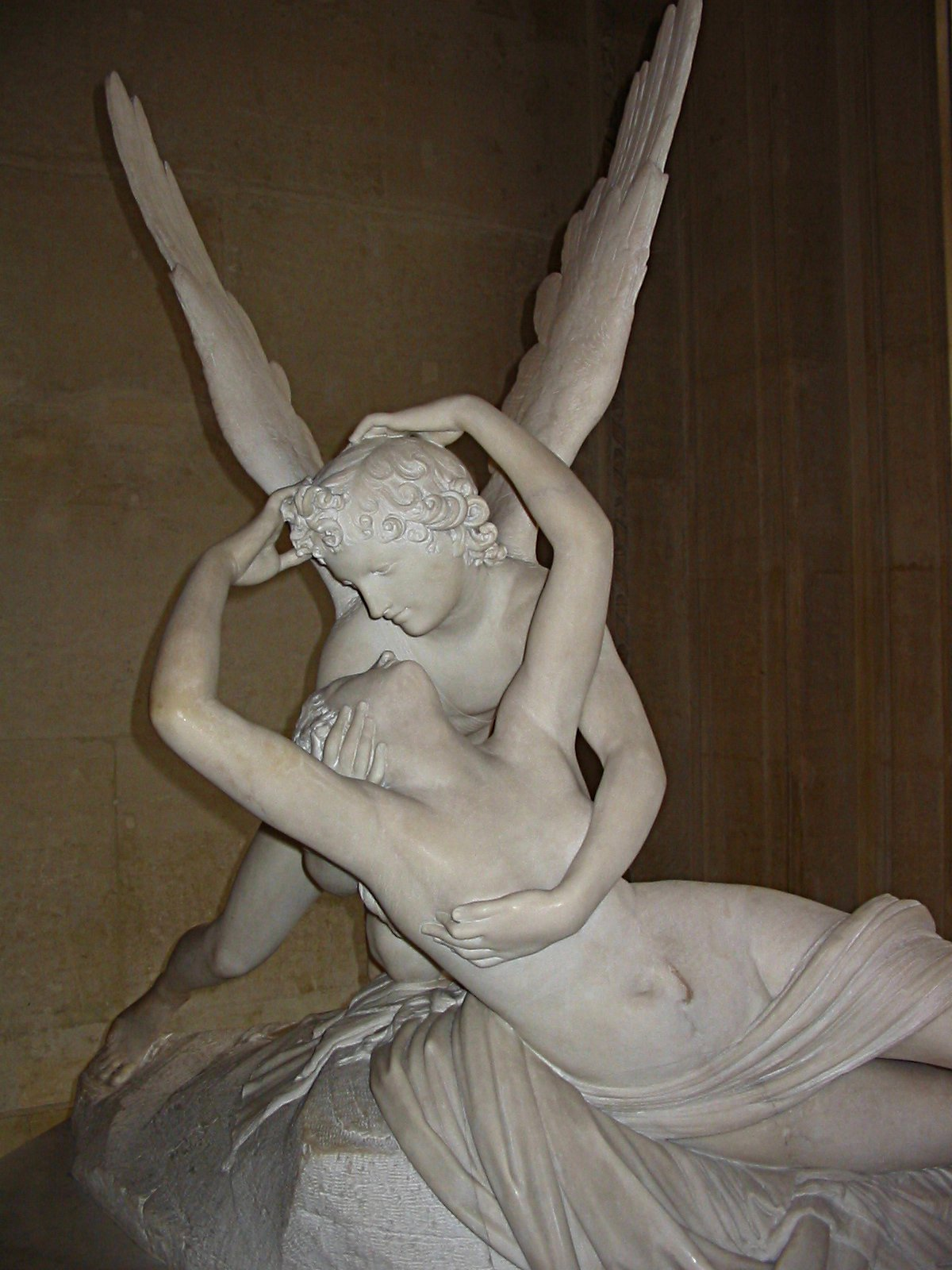
Antonio Canova – Amor och Psyche (1793). Louvren, Paris.

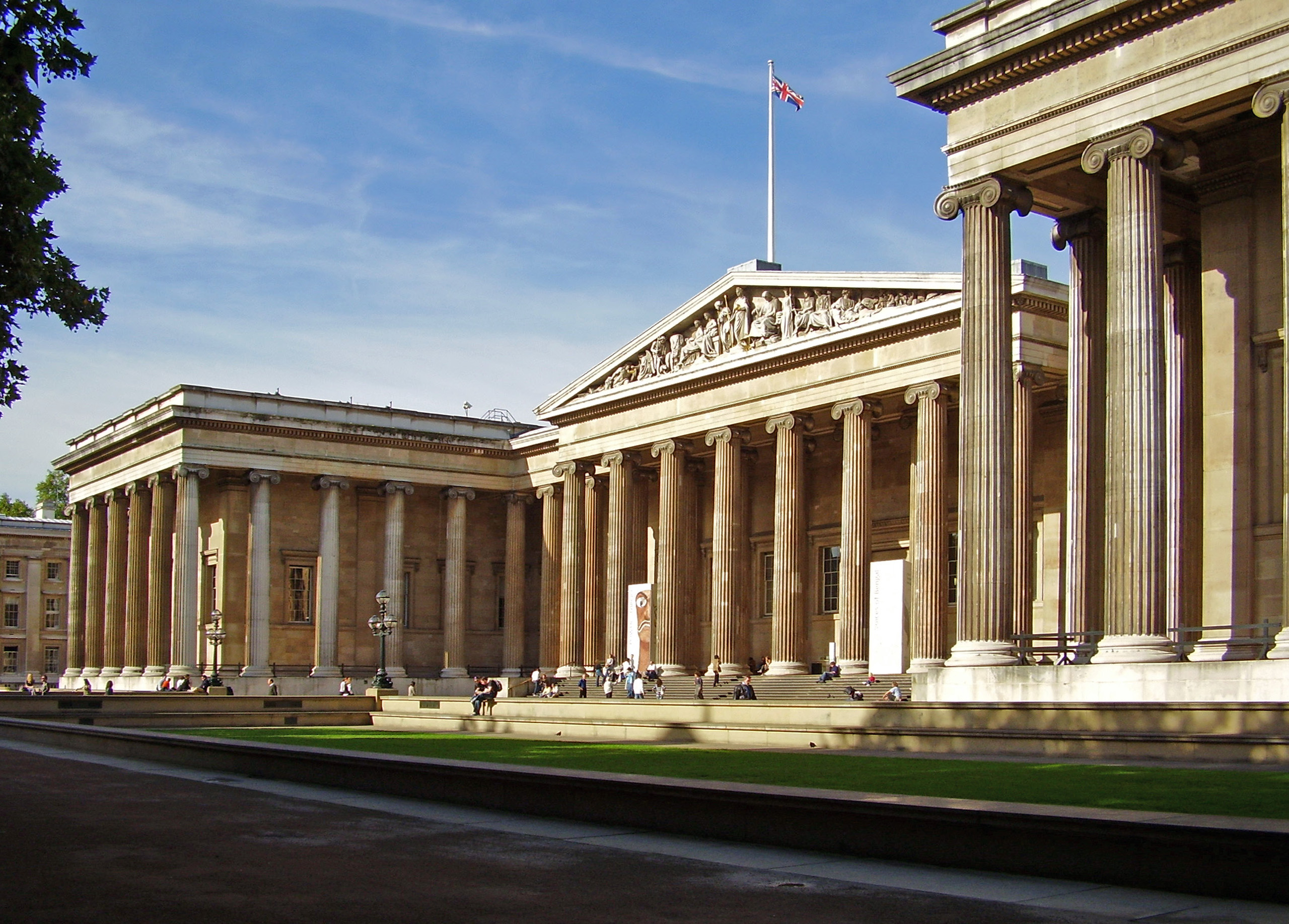
Robert Smirke – British Museum.

Nyklassicism (ibland nyantik) var den mest betydelsefulla stilen inom konst och arkitektur i Europa och Nordamerika från cirka 1750. Stilen förblev populär fram till cirka 1820 i fråga om konst, medan den höll sig dominerade ända fram till och med 1880-talets byggboom i fråga om husbyggande. Från och med 1890-talet började stilen blandas upp med fantasifulla så kallade nystilar och nybarock för att sedermera nästan helt ersättas av art nouveau och jugend.
Nyklassicismen, neoklassicism, inspirerades av grekisk-romerska former, känslolägen och ideal. Stilen var inte bara en reaktion mot rokokon utan hade också en politisk sida i Frankrike och Amerika, där anspelningarna på de "demokratiska" styrena i Grekland och i den romerska republiken sågs som stöd för de revolutionära regeringarna i Frankrike och Amerika.
Nyklassicismen inspirerades av de arkeologiska fynden vid utgrävningarna i Pompeji och Herculaneum 1748 och av den tyske arkeologen Winckelmanns författarskap. I England hade skulptören John Flaxman, porslinsfabriken Wedgwoods "etruriska" servis och Adamstilen i heminredningen samtliga sitt ursprung i pånyttfödelsen av antikens klassiska motiv, ämnen och dekorutsmyckning. I Rom var skulptörerna Antonio Canova och Bertel Thorvaldsen nyklassicismens stora företrädare, och i Frankrike, där den kom att förknippas med revolutionen, Jacques-Louis David.

## Arkitektur
Inom arkitekturen uppstod stilen på 1760-talet och spreds till Frankrike, England och Ryssland. En klassicerande tendens hade dock funnits redan under barocken på 1600-talet. Utmärkande drag är bruket av ordningar (fristående kolonner eller pilastrar), pediment, entablement, friser och klassiska dekorornament. Bland arkitekterna märks Filippo Juvarra, Luigi Vanvitelli och John Nash.